# Со Ёсиката
Со Ёсиката (яп. 宗 義質; 1800 — 1838) — 13-й даймё Цусима-хана (1812 — 1838), старший сын Со Ёсикацу (ІІ).
В 1811 году он взял в руки политические дела от имени больного отца. 2 октября 1812 года, после отставки отца, он стал даймё княжества.
В 1823 году из-за снижения доходов от торговлей с Кореей и в 1831 году из-за стихийных бедствий в княжестве появились финансовые проблемы.
Он умер 9 августа 1838 года.